# Monolocale (Francesca Michielin)
Monolocale è un singolo della cantante italiana Francesca Michielin, pubblicato il 6 marzo 2020 come quarto estratto dal quarto album in studio Feat (stato di natura).

## Descrizione
Il singolo ha visto la collaborazione del rapper italiano Fabri Fibra ed è stato presentato per la prima volta durante l'evento al Milano Multietnica Set, realizzato negli spazi di Triennale Milano il 5 marzo 2020. Dal punto di vista musicale le sonorità sono un'unione tra elementi hip hop e gospel.
Inizialmente pubblicato per il download digitale, Monolocale è entrato anche in rotazione radiofonica a partire dal 3 aprile dello stesso anno.

## Video musicale
Il videoclip è stato pubblicato il 7 aprile 2020 attraverso il canale YouTube della cantante. Tutte le scene video e le foto sono state realizzate a New York da Giacomo Triglia e Edoardo Carlo Bolli nell'aprile 2019 (tranne scena Harlem Globetrotter e Ballo Bambini 1976).

## Tracce
1. Monolocale (feat. Fabri Fibra) – 3:24